# Дубіївське лісництво
Дубі́ївське лісництво — структурний підрозділ Черкаського лісового господарства Черкаського обласного управління лісового та мисливського господарства.
Офіс знаходиться у с. Дубіївка, Черкаський район, Черкаська область

## Лісовий фонд
Лісництво охоплює ліси Черкаського району. Площа лісництва — 5512 га.

## Об'єкти природно-заповідного фонду
У віданні лісництва перебувають об'єкти природно-заповідного фонду:
- ботанічні пам'ятки природи місцевого значення: Високопродуктивне насадження сосни, Сосна «Відьмина мітла».

## Галерея

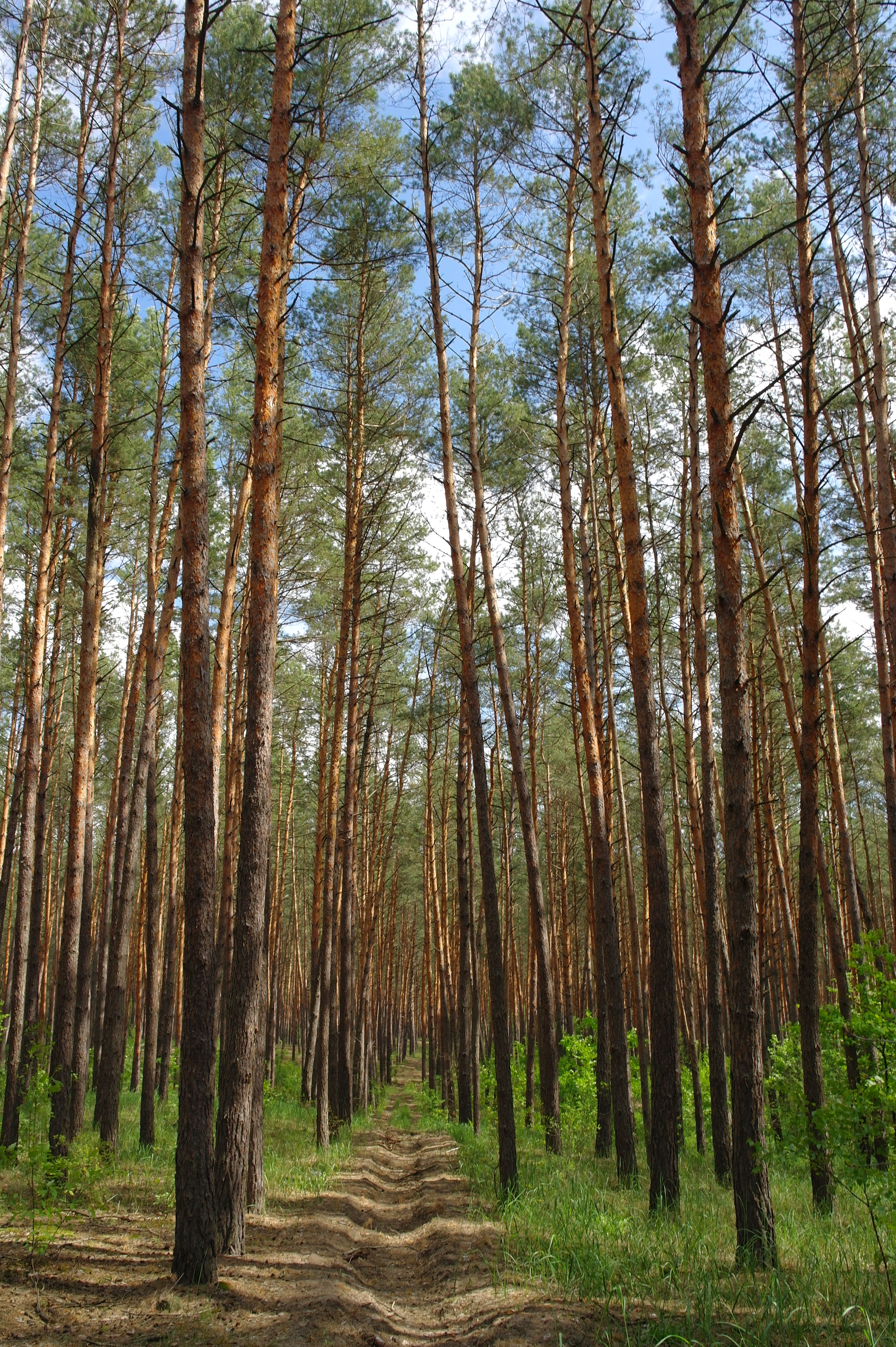
Високопродуктивне насадження сосни у кв. 159